# Agustín de Pinedo
Agustín de Pinedo (Buenos Aires, 1789 - Morón, 3 de febrero de 1852) fue un militar argentino que participó en la guerra de independencia y las guerras civiles de su país. Fue un estrecho aliado del gobernador Juan Manuel de Rosas, del cual fue ministro de Guerra y Marina entre 1835 y 1852, y también sirvió en la Sala de Representantes de Buenos Aires durante el mismo período rosista. Falleció durante la retirada de las fuerzas militares de Rosas luego de la Batalla de Caseros el 3 de febrero de 1852.

## Inicios de su carrera militar
Era hijo del coronel Agustín José de Pinedo y nieto del general Agustín Fernando de Pinedo, gobernador del Paraguay entre 1772 y 1778. Era hermano del coronel de marina José María Pinedo.
Se enroló como cadete en el Regimiento de Dragones de Buenos Aires a mediados de 1804, y al año siguiente pasó a la guarnición de la Ensenada de Barragán. Participó en la Reconquista de Buenos Aires contra las Invasiones Inglesas. En 1807 participó en la fracasada defensa de Montevideo contra la segunda invasión inglesa a órdenes de su padre. Logró evitar ser fue tomado prisionero y regresó a Buenos Aires, donde combatió a en la Defensa de la ciudad.
Participó en el Cabildo Abierto del 22 de mayo de 1810. Al año siguiente se incorporó al Regimiento de Pardos y Morenos, prestando servicios contra la invasión portuguesa de la Banda Oriental de ese año. Desde junio de 1812 hasta febrero de 1813 participó en el Sitio de Montevideo, combatiendo en la batalla de Cerrito.
En febrero de 1813 regresó a Buenos Aires, como edecán de Manuel de Sarratea, siendo ascendido al grado de mayor. En 1814 acompañó al general Carlos María de Alvear en la campaña para la captura de Montevideo como jefe de un escuadrón de caballería, regresando en agosto a Buenos Aires.

## Las guerras civiles
Pese a su notorio apoyo a la política de Alvear, no fue castigado a la caída de éste, y formó parte de la expedición del coronel Juan José Viamonte a la ciudad de Santa Fe. Posteriormente prestó servicios en el Estado Mayor General, en el Tribunal Militar. Fue ascendido al grado de coronel en junio de 1819.
Su actuación durante la Anarquía del Año XX no fue destacada, ya que ocupaba cargos administrativos. En febrero de 1822 pasó a retiro, pero el mismo no fue efectivo debido a que fue puesto al mando del Regimiento de Caballería de la Patria N.º 2. Al frente del mismo participó en las campañas de Martín Rodríguez contra los indígenas.
En agosto de 1826 pasó a comandar el Regimiento de Caballería de la Patria N.º 2, con sede en San Fernando, los llamados “Colorados de las Conchas”.
Al estallar la revolución del general Juan Lavalle, el 1 de diciembre de 1828, se negó a servir a sus órdenes y posteriormente se unió a las fuerzas federales de Juan Manuel de Rosas. Al frente de la “División del Norte” participó en la batalla de Puente de Márquez y al sitio impuesto por los federales a la ciudad de Buenos Aires.
Tras la caída de Lavalle fue repuesto como comandante del Regimiento de Caballería de Campaña N.º 1, siendo su segundo comandante el mayor Bernardo González. Este regimiento incluía las milicias de los partidos de Morón, San José de Flores, San Isidro, San Fernando y Las Conchas. Formó parte de la campaña del general Juan Ramón Balcarce contra la Liga del Interior.
Fue ascendido al grado de Coronel Mayor, equivalente al de General, en septiembre de 1832, con antigüedad del 1.º de diciembre de 1828, fecha de la revolución que lo había despojado del mando de los Colorados de las Conchas.

## La Revolución de los Restauradores
Durante el gobierno de Balcarce, su ministro el general Enrique Martínez decidió inaugurar una política de acercamiento a los unitarios, tratando de alejarse de la influencia del general Rosas, que estaba realizando su campaña al desierto. De hecho, el gobierno negó toda ayuda a la Campaña, para evitar que la fuerza militar que lo acompañaba intentara evitar el ascenso al poder del partido de Martínez.
Cuando el pueblo se enteró de que se intentaba quitar el poder que le quedaba al partido de Rosas, el 11 de octubre de 1833 se lanzó a la llamada Revolución de los Restauradores, acantonándose varias partidas de civiles y militares en las afueras de la ciudad. El general Balcarce encargó al jefe de la Caballería de Campaña del Norte, general Pinedo, aplastar la sublevación. Pero Pinedo, tras conversar con los espontáneos jefes de los insurrectos, se puso al frente de estos. Poco después se incorporaba también el comandante de la frontera del centro, general Izquierdo, que quedó como segundo jefe de los revolucionarios, llamados desde entonces «Ejército Restaurador de las Leyes».
Varios días se pasaron en negociaciones, mientras las fuerzas leales a Rosas iban aumentando y ponían sitio a la ciudad, en tanto las leales a Balcarce disminuían alarmantemente. Hubo varios intercambios de disparos entre las tropas sitiadoras y las del gobierno, hasta que Pinedo ordenó el alto el fuego. Poco después conferenciaba con los enviados de la Cámara de Representantes, exigiendo la renuncia de Balcarce. Ante el fracaso de las negociaciones, el sitio de la ciudad se hizo más estricto, y pocos días después inició un lento avance sobre el centro, sin encontrar demasiada resistencia. El día 3 de noviembre, la Sala exoneró a Balcarce del mando, reemplazándolo por el general Juan José Viamonte. El general Pinedo presidió la entrada triunfal a Buenos Aires, al frente de 6000 jinetes y 1000 infantes.

## Últimos años
En enero de 1834, Pinedo fue nombrado comandante general de Armas. Al año siguiente, el gobernador lo nombró ministro de Guerra y Marina. Ocupó el mando del Regimiento de Campaña N.º 1 nuevamente entre 1846 y 1847. Luego fue inspector general del Ejército y comandante de Armas de la Provincia, y desde 1845 a 1851 volvió a comandar el Regimiento N.º 1 de Campaña.
Fue también diputado provincial, y asumió la presidencia de la Sala cuando fue asesinado el presidente de la misma, Manuel Vicente Maza. Fue acusado de haberse negado a cooperar con la represión de la conspiración de su hijo, el coronel Ramón Maza. Siguió siendo diputado hasta el final del mandato de Rosas.
Combatió en la batalla de Caseros como comandante de la división de la derecha del ejército de Rosas. A sus órdenes combatieron dos regimientos de caballería, mandados por Martín de Santa Coloma, y tres batallones de infantería bajo el mando de Mariano Maza, además de diez cañones. Fueron atacados por la división oriental que comandaba César Díaz y por la división de caballería entrerriana de Manuel Urdinarrain y rápidamente puestos en fuga.
Durante la huida de sus tropas, el general Pinedo se descompuso —probablemente por insolación— y murió, el mismo día 3 de febrero de 1852.
Sus restos fueron sepultados en el Cementerio de la Recoleta. Su viuda, Juana Guillermina Manuela de Irigoyen y Calderón, recibió la pensión correspondiente a una viuda de general a partir de 1856, hasta su fallecimiento en 1869.
La ciudad de General Pinedo, en la provincia del Chaco, lleva el nombre de este militar.

## Vínculos familiares
Su nieto Federico Pinedo, fue diputado nacional en los periodos 1902-1906, 1910-1914, y 1914-1918, ministro de Justicia e Instrucción Publica del presidente José Figueroa Alcorta entre 1906 y 1907, e intendente de Buenos Aires entre 1893 y 1894. Su bisnieto Federico Pinedo fue un político, abogado y economista, que se desempeñó como ministro de Hacienda en el gobierno de Agustín P. Justo, Roberto Ortiz y en el gobierno de José María Guido. Su tataranieto también llamado Federico Pinedo, fue Presidente Provisional de la Cámara de Senadores, ejerciendo el Poder Ejecutivo durante las primeras 12 horas del 10 de diciembre de 2015.